# Придонский
Придо́нский — посёлок в Верхнедонском районе Ростовской области.
Входит в состав Тубянского сельского поселения.

## Население
| 1989 | 2002 | 2010 |
| ---- | ---- | ---- |
| 283  | ↘218 | ↘98  |

## Улицы
- ул. Луговая,
- ул. Молодёжная,
- ул. Придонская,
- ул. Центральная,
- ул. Школьная.